# سكوت مونتغومري
سكوت مونتغومري (بالإنجليزية: Scott Montgomery)‏ (و. 1981  م) هو لاعب بوكر كندي.